# كليمنت إم. كوتيه
كليمنت إم. كوتيه هو سياسي كندي، ولد في 19 أكتوبر 1940 في ألما في كندا. نشط حزبياً في الحزب الكندي التقدمي المحافظ. وقد انتخب عضو مجلس العموم الكندي.